# Рене Вольфф
Рене Вольфф  (нім. René Wolff; нар. 4 квітня 1978) — німецький велогонщик, олімпійський чемпіон.

## Виступи на Олімпіадах
| Олімпіада  | Дисципліна       | Місце |
| ---------- | ---------------- | ----- |
| Афіни 2004 | спринт           | 3     |
| Афіни 2004 | кейрін           | 5     |
| Афіни 2004 | командний спринт | 1     |